# Zawada (Myszków)
Pour les articles homonymes, voir Zawada.
Zawada est une localité polonaise de la gmina de Żarki, située dans le powiat de Myszków en voïvodie de Silésie.